# 90 Millas
90 Millas – dwudziesty dziewiąty album latynoamerykańskiej piosenkarki Glorii Estefan.
Jest to jednocześnie jej jedenasty album solowy i czwarty album wykonany w języku hiszpańskim. Płyta powstała przy udziale największych sław muzyki latynoskiej, takich jak: Sheila E., Jose Feliciano czy Santana. Większość utworów, które znalazły się na krążku zostały skomponowane przez Glorię oraz jej męża. Album "90 Millas" zadebiutował na 1. miejscu na liście najpopularniejszych latynoskich albumów (Billborad Top Latin Albums chart) oraz na 25. miejscu listy Billboradu (stając się najwyżej notowanym hiszpańskojęzycznym krążkiem Glorii Estefan na tej liście). Płyta zdołała także ustanowić rekord w Holandii, debiutując na pierwszym miejscu tamtejszej listy bestsellerów, stając się tym samym pierwszym hiszpańskojęzycznym krążkiem, któremu udało się objąć tak wysoką pozycję. Album zdołał także dotrzeć do miejsca 3 w Hiszpanii i Argentynie oraz 4 w Szwajcarii. Jest to najlepiej sprzedający się album artystki od czasu krążka "Alma Caribena" z 2000 roku. Płyta "90 Millas" spotkała się także z życzliwym przyjęciem ze strony krytyków. Pierwszy singel, "No Llores" osiągnął szczyt latynoskich zestawień utrzymując się w TOP 10 przez dziesięć tygodni z rzędu, stając się jednym z największych hitów w karierze piosenkarki.
W ramach promocji albumu Gloria wystąpiła na kilku koncertach w Europie (m.in. w Holandii i Hiszpanii). Planowane są także koncerty w Stanach Zjednoczonych. Na kolejnych singlach ukazały się piosenki: "Me Odio", "Pintame De Colores" oraz "Besame", z których żaden nie zdołał powtórzyć sukcesu "No Llores". Album "90 Millas" został nominowany w dwóch kategoriach do nagrody Latin Billboard Awards. Emilio Estefan, producent krążka jest również autorem filmu dokumentalnego "90 Millas", który zawiera między innymi wywiady z muzykami uczestniczącymi w sesji nagraniowej. Film został pokazany na kilku festiwalach filmowych zjednując przychylność większości krytyków. We wrześniu 2008 roku album "90 Millas" otrzymał trzy nominacje do nagrody Latin Grammy Awards. W ramach dalszej promocji krążka artystka wyruszyła w europejską trasę koncertową, podczas której wystąpiła m.in. w Hiszpanii, Irlandii i Wielkiej Brytanii. Jeden z koncertów zgromadził ponad 50 tysięcy fanów. Po zakończeniu europejskiej trasy Gloria Estefan planuje dać serię koncertów w Stanach Zjednoczonych.

## Lista utworów
1. "Me Odio"
2. "No Llores"
3. "Lo Nuestro"
4. "Pintame"
5. "Caridad"
6. "Yo No Cambiaria"
7. "Besame"
8. "Refranes"
9. "A Bailar"
10. "Esta Fiesta No Va a Acabar"
11. "Volvere"
12. "Esperando (Cuando Cuba Sea Libre)"
13. "Morenita"
14. "90 Millas"
15. "Al Verte Partir" (Tylko w Japonii)
16. "Vueltas Da La Vida" (tylko w Japonii)

## Zaproszeni goście
1. Orestes
2. Chocolate
3. Arturo Sandoval
4. Carlos Santana
5. Sheila E
6. Jose Feliciano
7. Andre Garcia
8. Juanito Marquez
9. Papo Lucca
10. Paquito D'Rivera
11. Luis Enrique
12. Cachao
13. Pedro Alfonso
14. Edwin Bonilla
15. Sal Cuevas
16. Generoso Jimenez
17. Candido
18. Cheito
19. Nelson Gonzales
20. Giovanni Hidalgo